# 어빙 크리스톨
어빙 크리스톨 (Irving Kristol, /ˈkrɪstəl/)은 미국의 저널리스트이다. 다양한 잡지의 창시자, 편집자 및 기고가로서 그는 20세기 후반의 지적, 정치적 문화에 큰 영향을 끼쳤으며 "신보수주의의 대부"라고도 묘사된 인물이다. 사망 후, 그는 Daily Telegraph에 의해 "아마도 20세기 후반의 가장 중요한 대중 지식인"으로 묘사되었다.

## 생애

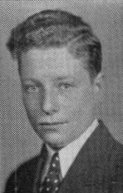
1936년 뉴욕 브루클린 보이스 고등학교 3학년 시절의 크리스톨

크리스톨은 뉴욕시 브루클린에서 동유럽 출신의 세속주의 유대인 이민자 조셉 크리스톨(Joseph Kristol)과 베시(메일맨)의 아들로 태어났다. 브루클린의 보이스 고등학교(Boys High School)를 졸업한 뒤 시티 칼리지 뉴욕(City College of New York)에 입학하여 역사학을 공부하고 1940년 졸업했다.
대학 재학 시절 그는 청년 사회주의자 동맹(Young People's Socialist League)이라는 모임에 가입하였으며, 이후 작지만 영향력 있던 트로츠키주의 반소련파 그룹에 참여하였는데 이 그룹은 나중에 뉴욕 지식인(New York Intellectuals)이라는 이름으로 알려지게 되었다. 이 모임에서 크리스톨은 역사가 거트루드 힘메파브(Gertrude Himmelfarb)를 만나 1942년 결혼했다. 그들은 엘리자베스 넬슨(Elizabeth Nelson)과 빌 크리스톨이라는 두 자녀를 두었다.
크리스톨은 문화 자유 의회와 제휴했다. 그는 1947년부터 1952년까지 편집자 Elliot E. Cohen (오늘날 잡지의 작가인 Eliot A. Cohen 과 혼동하지 말 것) 아래 Commentary 잡지에 글을 썼다. Stephen Spender와 함께 1953년부터 1958년까지 영국 기반 Encounter 의 공동 창립자이자 기여자였다. 1959년부터 1960년까지 The Reporter의 편집자. 그는 또한 출판사의 부사장이었다 기본 책 1961에서 1969, 헨리 루스에서 도시 값 교수 , 뉴욕 대학교 1969 년부터 1987 년, 그리고와 첫 공동 설립자이자 공동 에디터 ( 다니엘 벨 1965년부터 2002년까지 The Public Interest 의 네이선 글레이저(Nathan Glazer). 그는 1985년부터 2002년까지 National Interest 의 창립자이자 발행인이었다. 다른 곳에서 널리 보고된 문화 자유를 위한 의회의 중앙 정보국 자금을 보여주는 정보의 Ramparts 의 출판에 이어 크리스톨은 1960년대 후반에 회사를 떠났고 American Enterprise Institute 와 제휴하게 되었다.
크리스톨은 미국 예술 과학 아카데미(American Academy of Arts and Sciences)의 펠로우였으며 대외 관계 협의회(Council on Foreign Relations)의 회원이자 미국 기업 연구소(American Enterprise Institute)의 명예 펠로우였다(1972년부터 준 펠로우, 1977년에는 선임 연구원, John M. Olin 1988년부터 1999년까지 특별 펠로우). 월스트리트 저널 기고자 위원회의 일원으로서 그는 1972년부터 1997년까지 월간 칼럼에 기고했다. 그는 1972년부터 1977년까지 인문학을 위한 국가 기부 위원회에서 봉사했다.
1978년 크리스톨과 William E. Simon 은 The Institute for Education Affairs를 설립했으며, 이 연구소는 Madison Center와의 합병으로 1990년 Madison Center for Educational Affairs가 되었다.
크리스톨은 2009년 9월 18일 버지니아 폴스 처치의 Capital Hospice에서 폐암 합병증으로 89세의 나이로 사망했다.